# Тарнув (Нижньосілезьке воєводство)
Тарнув (пол. Tarnów, нім. Tarnau) — село в Польщі, у гміні Зомбковиці-Шльонські Зомбковицького повіту Нижньосілезького воєводства.
Населення — 642 особи (2011).
У 1975-1998 роках село належало до Валбжиського воєводства.

## Демографія
Демографічна структура станом на 31 березня 2011 року:
|          | Загалом | Допрацездатний вік | Працездатний вік | Постпрацездатний вік |
| -------- | ------- | ------------------ | ---------------- | -------------------- |
| Чоловіки | 322     | 69                 | 234              | 19                   |
| Жінки    | 320     | 70                 | 196              | 54                   |
| Разом    | 642     | 139                | 430              | 73                   |